# ريتشارد د. ماكورميك
ريتشارد د. ماكورميك (بالإنجليزية: Richard D. McCormick)‏ هو سياسي أمريكي، ولد في 4 يوليو 1940. حزبياً، نشط في الحزب الجمهوري.